# Panaszkezelési stratégia
A panaszkezelési stratégia a vállalati stratégián belül leginkább a marketingstratégia részének tekinthető. Akár tudatosan, akár ösztönösen, de minden cég választ és követ valamilyen panaszkezelési (reklamációkezelési) stratégiát. A panaszkezelés – ahogy az ügyfélmegtartás és az -elégedettség biztosítása – stratégiai kérdés. Ahol nincs meghatározva tudatosan, ott a cég vezetőinek, dolgozóinak tetteiből, viselkedéséből, intézkedéseiből vagy azok hiányából lehet következtetni arra, milyen stratégiát is követnek. (A szócikkben a szerzőt követve az Ügyfél szó minden szinonimáját nagy kezdőbetűvel írom, és a reklamáció és ügyfélpanasz fogalmakat rokonértelműként használom).
Arany Ferenc Panaszügyek hatékony megoldása című könyvében kétféle, egymást kölcsönösen kizáró stratégiát ír le: a reklamációcsökkentő (panaszcsökkentő) és a reklamációfeltáró (panaszfeltáró) stratégiákat. Álláspontja szerint akár tudatosan, akár ösztönösen, de minden cégnek van panaszkezelési (reklamációkezelési) stratégiája. Véleménye szerint a mindennapi munka során a cég vezetése előítéletek, beállítódások kialakulását és fennmaradását segíti elő vagy tűri el, formális vagy informális módon meghatároz bizonyos panaszkezelési alapelveket, eredményelvárásokat. A szabályok és a kialakított folyamatok, a belső kommunikáció néha támogatja, néha akadályozza, időnként kizárja még az egyébként helyénvaló alapelvek érvényesülését és a deklarált célok elérését. 
Legmeghökkentőbb megállapítása, hogy ahol nem tudatosan panaszfeltáró stratégia követését tűzik ki célul, ott szinte automatikusan panaszcsökkentő stratégia alakul ki.

## Panaszcsökkentő stratégia alkalmazása
A panaszcsökkentő (reklamációcsökkentő) stratégia lényege minél alacsonyabbra szorítani az ügyfél¬panaszok számát, arányát. Ezért a törekvésért az a hiedelem tehető felelőssé, mely szerint: „jó munkával, folyamatos fejlesztéssel el lehet érni, hogy egyáltalán ne legyen ügyfélpanasz, vagy legalábbis elviselhető szintre csökkentjen a számuk”. Ez persze sajnos lehetetlen, mert a Fogyasztók – jogos vagy teljesen megalapozatlan – igényei gyorsabban nőnek, mint amennyire a legtöbb cég fejlődni képes. Így aztán, amikor kiderül, hogy minden erőfeszítés ellenére mégsem csökken a panaszok száma, akkor bizonyos pótcselekvésekbe kezdenek. Néha az motiválja a panaszcsökkentő stratégia kialakulását, hogy a konkurenseknél vagy az anyavállalatnál mért és közzétett érték alá szeretnék szorítani saját panaszstatisztikájuk adatait.
A panaszkezelési stratégia kialakulásának alapvető oka tehát az, hogy a vezetők inkább arra ösztönzik munkatársaikat, hogy folyamatosan csökkentsék a nyilvántartott panaszok számát, mint arra, hogy minél több Ügyfél véleményét megismerjék.
Mivel a megismert panaszok számának csökkentése rendkívül egyszerű és gyakorlatilag költségmentes, ezért a cégek többsége önkéntelenül panaszcsökkentő stratégiát követ. 
Miután a keletkező ügyfélpanaszok számára – az ügyfél-elégedetlenség szintjének alakulására – nincs közvetlen ráhatásuk, mérni sem nagyon tudják, a tényleges tartalmát pedig alig ismerik, ezért csak a megismert (nyilvántartott) ügyfélpanaszok számát tudják csökkenteni. Ennek egyik elterjedt módja, hogy „átkeresztelik” (nevezik: reklamációnak, észrevételnek, bejelentésnek, javaslatnak, felszólamlásnak stb.). A másik módszer, hogy megnehezítik a Panaszosok dolgát, leszoktatják őket a panaszkodásról. Így máris sokkal jobb panaszstatisztikát tudnak felmutatni! Azonban ez nyilvánvalóan pótcselekvés.

Ennek az a következménye, hogy a megismert és nyilvántartott panaszok (reklamációk) számának csökkenését sikerként könyvelik el. Így - mivel egyre kevesebb ügyfélpanaszt ismernek meg - Ügyfeleik egyre elégedetlenebbé válnak, és megnő az ügyfélelvesztések, ügyfél-aktivizálódások száma, aránya.
A szerző szerint amint egy cég vezetése megérti, nem az a probléma, hogy az Ügyfelei panaszkodnak nekik, hanem az, hogy elégedetlen velük. Tartósan, tömegesen vagy rendszeresen elégedetlen Ügyfelekkel nem lehet egy céget hosszú távon nyereségesen működtetni.
Forrás: Arany Ferenc Panaszügyek hatékony megoldása

## Panaszfeltáró stratégia alkalmazása
A reklamációfeltáró stratégia lényege: minél több Ügyfél véleményének megismerése, és a keletkező jogos, súlyos, ismétlődő és tömeges panaszokban rejlő információk felhasználásával, a szolgáltatásminőség javításán keresztül az ügyfél-elégedettség folyamatos javítása.
Az ügyfélpanaszok meghallgatásával és kielemzésével éppen azoknak a Vásárlóinknak a véleményét ismerhetjük meg, akik vettek már tőlünk valamit, azt kipróbálták, és hasznos tapasztalatokkal rendelkeznek annak megfelelőségéről.
Sokan azért tartanak a panaszfeltáró stratégia alkalmazásától, mert egyre több kijavítani való hibát találnak, és megfeledkeznek arról, hogy ha minden megismert hibánkat kijavítjuk, akkor egyre jelentéktelenebb hibákat tárhatunk fel, miközben Ügyfeleink egyre jobban elköteleződnek cégünk mellett.

## A panaszkezelési stratégiák összehasonlítása
| Panaszcsökkentő stratégia | Panaszfeltáró stratégia |
| --- | --- |
| Büszkék a panaszok alacsony számára, sokszor célprémium-feladat a panaszok számának csökkentése.                                                                                 | A panaszok száma csak statisztikai adat, az ismétlődő, tömeges és súlyos panaszokra figyelnek, hogy javíthassák a hibákat.                                                           |
| Csak írásban fogadnak el panaszokat. | Rögzítik az Ügyfelek visszajelzéseit bármely kommunikációs csatornán érkezik, és akár kéri a bejelentő, akár nem.                                                                    |
| Alkalmazzák a „kreatív taxonómia” módszerét (nem minden panaszt tekintenek „panasznak”, külön fogalmak mögé rejtik: reklamáció, észrevétel, bejelentés, kérelem, javaslat stb.). | Minden ügyfél-elégedetlenséget tükröző visszajelzést panasznak tekintenek, ezeket rögzítik, összegyűjtik, feldolgozzák, elemzik, és a tanulságokat felhasználják.                    |
| Kissé megnehezítik a Panaszosok dolgát. | Megkönnyítik a Panaszosok dolgát. |
| Védik a „mundér” becsületét. | Elismerik, ha hibáztak, bocsánatot kérnek az Ügyféltől, és kijavítják a hibát. |
| Nem kommunikálják, mit tekintenek a cég részéről hibás teljesítésnek. | Közzé teszik (legalább az ügyfélszolgálaton dolgozók körében), mit tekintenek a cég részéről hibás teljesítésnek.                                                                    |
| Sok energiát fordítanak az „igazságkeresésre”. | Panaszügyekben üzleti alapon hoznak döntéseket, nem az „igazukat” akarják bizonyítani, hanem az értékes Ügyfeleket megtartani.                                                       |
| Nem alkalmaznak kompenzációt jogos ügyfélpanasz esetén. | Kompenzációt alkalmaznak jogos ügyfélpanasz esetén, mert tudják: „a hibás teljesítés nem ér ugyanannyit az ügyfélnek”.                                                               |
| Nem ismerik fel a bagatell ügyeket, ezért pazarlóan sokat költenek „megoldására”.                                                                                                | A bagatell ügyeket külön, gyorsított eljárással és nagyvonalúan kezelik. |
| Fölérendelt kommunikációt folytatnak („kérelem”, „kivizsgáltuk”, „elutasítjuk” stb.).                                                                                            | Alárendelt kommunikációt folytatnak („igénylés”, „belső vizsgálat”, „sajnos ezúttal nem teljesíthetjük” stb.).                                                                       |
| Nem ismerik, vagy nem használják az ügyfélérték fogalmát. | Ismerik, és használják az ügyfélérték fogalmát (fontos döntési szempont a panaszügyek megoldási sorrendjének meghatározása, és a megalapozatlan panaszok ügyében való döntés során). |

(forrás: Arany Ferenc Panaszügyek hatékony megoldása, 9. fejezet)